# Rezerwat przyrody Łęgi na Ostrowiu Panieńskim
Rezerwat przyrody Łęgi na Ostrowiu Panieńskim – rezerwat leśny o powierzchni 34,43 ha, położony w województwie kujawsko-pomorskim, powiecie chełmińskim, gminie i mieście Chełmnie. Został utworzony w 1998 roku.
Obszar rezerwatu podlega ochronie czynnej.

## Lokalizacja
Pod względem fizycznogeograficznym rezerwat znajduje się w mezoregionie Dolina Fordońska. Znajduje się ok. 0,5 km na północny zachód od miasta Chełmna, na zalewowej terasie doliny Wisły, w bezpośrednim sąsiedztwie rzeki. 
3,23 ha z całości 34,43 ha rezerwatu znajduje się na terenie miasta Chełmna.
Rezerwat jest położony w obrębie Chełmińskiego Parku Krajobrazowego należącego do Zespołu Parków Krajobrazowych nad Dolną Wisłą.

## Charakterystyka
Rezerwat obejmuje fragment nadwiślańskiego lasu łęgowego, głównie wiązowo-jesionowego, z udziałem dębu szypułkowego i klonu polnego. W runie występuje m.in. czosnek wężowy i storczyk podkolan zielonawy.
Bliżej Wisły występuje również łęg wierzbowo-topolowy (wierzba krucha, topola biała i czarna), z czarnym bzem w podszycie. 

## Szlaki turystyczne
W sąsiedztwie rezerwatu przebiega  pieszy szlak turystyczny „Rezerwatów Chełmińskich” Bydgoszcz Fordon – Chełmno (48 km). Podążając nim pieszo lub rowerem można zwiedzić rezerwaty rozlokowane na prawym zboczu Doliny Wisły: 
1. Wielka Kępa (leśny),
2. Las Mariański (leśny),
3. Reptowo (faunistyczny),
4. Linje (torfowiskowy),
5. Płutowo (leśny),
6. Zbocza Płutowskie (stepowy),
7. Góra św. Wawrzyńca (stepowy),
8. Ostrów Panieński (leśny),
9. Łęgi na Ostrowiu Panieńskim.